# Анна Бронте
Анна (Енн) Бронте (англ. Anne Brontë, МФА: [/bɹɑnti/], літ. псевдонім — Ектон Белл; 17 січня 1820 — 28 травня 1849) — англійська письменниця та поетеса, одна з трьох сестер Бронте, авторка романів «Аґнес Ґрей» та «Незнайомка з Вілдфел-Голу», а також ряду віршів.
Анна Бронте була молодшою дочкою бідного священика ірландського походження Патріка Бронте та його дружини Марії Бренвелл. Мати померла, коли їй не виповнилося і двох років. Більшу частину свого життя Анна провела в селі Хоерт (Вест-Йоркшир). Провчившись два роки в школі Роу Хед, вона почала працювати гувернанткою і стала єдиною із сестер Бронте, що досягла успіху в цій справі: незважаючи на невдачу при першому працевлаштуванні в сім'ї Інгем, надалі дівчина протягом п'яти років навчала та виховувала дітей сімейства Робінсон. Згодом молодша Бронте, як і її сестри, розпочала літературну кар'єру. У 1846 році вийшла спільна збірка віршів Шарлотти, Емілі та Анни, а наступного року — її особистий роман «Аґнес Ґрей», заснований на її досвіді роботи гувернанткою. Проте успіх прийшов до письменниці з другим твором — романом «Незнайомка з Вілдфел-Холу», що був опублікований 1848 року. У книзі Анна критикувала становище жінки у суспільстві: твір вважається одним з перших феміністських романів. Менш як за рік після видання книги двадцятидев'ятирічна Анна Бронте померла від туберкульозу.
У порівнянні з популярністю старших сестер — Шарлотти, автора чотирьох романів (включаючи «Джейн Ейр»), та Емілі, яка написала «Буремний перевал», — літературна слава Анни невелика. Основною причиною цього вважають те, що після смерті молодшої сестри Шарлотта заборонила до подальшої публікації «Незнайомку з Вілдфел-Холу» — твір, що викликав широкий резонанс. Обидві книги письменниці, яким притаманні реалізм та іронія, докорінно відрізняються від романтичних творів її сестер, але так само, як романи Шарлотти та Емілі, стали класикою англійської літератури.

## Ранні роки

### Походження сім'ї
Батько Анни, Патрік Бронте (1777—1861), народився в котеджі з двох кімнат в Емдейлі, неподалік села Лохбрікленд у графстві Даун (Ірландія). Він був старшим із десяти дітей бідних ірландських фермерів Г'ю Бранті та Елеонор Мак-Клорі. Їх ірландське прізвище Мак-Ей О'Пренті (ірл. Mac Aedh Ó Proinntigh) було англіфіковане як Пранті (англ. Prunty) або Бранті (англ. Brunty). Не бажаючи миритися з бідністю, Патрік навчився читати і писати, а з 1798 почав навчати цьому інших. У 1802 році, у віці 26 років, він отримав місце на кафедрі теології кембриджського коледжу Святого Іоанна і змінив написання свого прізвища на Бронте (англ. Brontë). В 1807 році Патрік Бронте був висвячений на священика англіканської церкви. Через кілька років він опублікував свої перші вірші, у тому числі «Роздуми зимовим вечором» (англ. Winter Evening Thoughts, 1810, у місцевій газеті), а також збірку «Сільські вірші» (англ. Cottage Poems, 1811). У тому ж 1811 році Бронте став парафіяльним священиком церкви Святого Петра в Гартсхеді (Вест-Йоркшир), а наступного року був призначений екзаменатором знань Біблії в школі «Вудхаус Грув» методистської академії. Тут, у віці 35 років, він зустрів свою майбутню дружину — племінницю директора школи Марію Бренвелл.

## Образ у літературі
Дитинство Енн та її сестер описане у книзі для дітей «Володимир Лис про Сократа, Данила Галицького, Фернандо Маґеллана, Ісаака Ньютона, Шарлотту, Емілі, Енн Бронте» / В. Лис — Київ : Грані-Т, 2008. — 136 сторінок — Серія «Життя видатних дітей». — ISBN 978-966-465-159-9.